# Liste der preußischen Gesandten in Sardinien-Piemont
Dies ist eine Liste der preußischen Gesandten im Herzogtum Savoyen (Savoyen-Piemont) bis 1720, und dem Königreich Sardinien (Sardinien-Piemont) 1720 bis 1862. Die Einigung Italiens zum Nationalstaat unter Führung Sardinien-Piemonts (1861) ging der Einigung Deutschlands um rund 10 Jahre zuvor, wodurch Preußen (noch bis 1869) bzw. der Norddeutsche Bund (bis 1871) seine Diplomaten an das neu-entstandene Königreich Italien (1861–1946) entsendeten.
Hauptstadt Sardinien-Piemonts (und Italiens), sowie Amtssitz der preußischen Gesandtschaft waren Turin (bis 1865) und Florenz (1865–1870). 1870 wurde Rom zur Hauptstadt Italiens.

## Gesandte

### Gesandte in Savoyen-Piemont (bis 1720)
16??: Aufnahme diplomatischer Beziehungen
- um 1665: Gottfried von Jena (1624–1703)

...
- um 1703: François de Langes, Baron de Lubières (1664–1720)

### Gesandte in Sardinien-Piemont (1720–1862)
...
- um 1759: Johann Friedrich von Cocceji

...
- 1816–1827: Friedrich von Waldburg-Truchsess (1776–1827)
- 1827–1829: Friedrich von Martens (1778–1857)
- 1829–1830: Bogislaw von Maltzahn (1793–1833) Resident in Wien
- 1830–1832: August Schoultz von Ascheraden (1793–1859)
- 1832–1844: Friedrich Ludwig III. Graf Truchsess zu Waldburg (1776–1844)
- 1845–1848: Heinrich Alexander von Redern (1804–1888)
- 1848–1850: Georg von Werthern (1816–1895)
- 1850–1854: Heinrich Alexander von Redern (1802–1888)
- 1854–1862: Joseph Maria Anton Brassier de Saint-Simon-Vallade (1798–1872)

1862: Völkerrechtliche Anerkennung des Königreich Italien durch Preußen

### Gesandte in Italien (1862–1871)
- 1862–1869: Guido von Usedom (1805–1884)
- 1869–1872: Joseph Maria Anton Brassier de Saint-Simon-Vallade (1798–1872)

Ab 1869: Gesandter des Norddeutschen Bunds, ab 1871: Gesandter des Deutschen Reichs in Italien